# Trunk Muzik 0-60
"Trunk Muzik", è il suo primo progetto Rapper Americano Yelawolf con una casa discografica più importante, e viene pubblicato il 22 novembre 2010 sotto la Ghet-O-Vision Entertainment e la Interscope Records.
Nel 2011 Yelawolf viene scritturato da Eminem per la Shady Records, casa discografica del rapper di Detroit. Con l'aiuto di Eminem e altri membri della Shady Records, Yelawolf inizia a incidere il suo secondo album ufficiale, "Radioactive". L'uscita dell'album, prevista prima per il 25 ottobre e poi posticipata al 21 novembre, è preceduta dal pubblicato del singolo Hard White (ft. Lil Jon), con annesso video musicale.

## Tracce
| 1.  | "Get the Fuck Up!"                          | - Michael Atha - James Ho - William Washington           | - WLPWR - Malay (co.)                 | 3:04 |
| 2.  | "Daddy's Lambo"                             | - Atha - Christopher Pfaff - Cameron Wallace             | - Drama Beats - Cameron Wallace (co.) | 3:48 |
| 3.  | "That's What We on Now"                     | - Atha - Kawan Prather - Washington                      | - Droop-E - WLPWR                     | 4:42 |
| 4.  | "I Just Wanna Party" (featuring Gucci Mane) | - Atha - Radric Davis - Prather - Washington             | WLPWR                                 | 5:12 |
| 5.  | "Billy Crystal" (featuring Rock City)       | - Atha - James Scheffer - Timothy Thomas & Theron Thomas | - Jim Jonsin - Jerry Duplessis        | 4:00 |
| 6.  | "Pop the Trunk"                             | - Atha - Washington                                      | WLPWR                                 | 3:48 |
| 7.  | "Box Chevy Pt. 3" (featuring Rittz)         | - Atha - Jonny McCullom - Washington                     | WLPWR                                 | 4:53 |
| 8.  | "Good to Go" (featuring Bun B)              | - Atha - Bernard Freeman - Washington                    | WLPWR                                 | 3:38 |
| 9.  | "Marijuana"                                 | - Atha - Washington                                      | WLPWR                                 | 3:00 |
| 10. | "Love Is Not Enough"                        | - Atha - James Johnson Jr. - Washington                  | WLPWR                                 | 3:44 |
| 11. | "I Wish" (featuring Raekwon)                | - Atha - Ho - Prather - Corey Woods                      | - Malay - Kawan "KP" Prather          | 4:22 |
| 12. | "Trunk Muzik"                               | - Atha - Washington                                      | WLPWR                                 | 3:41 |